# زنبق برانسي

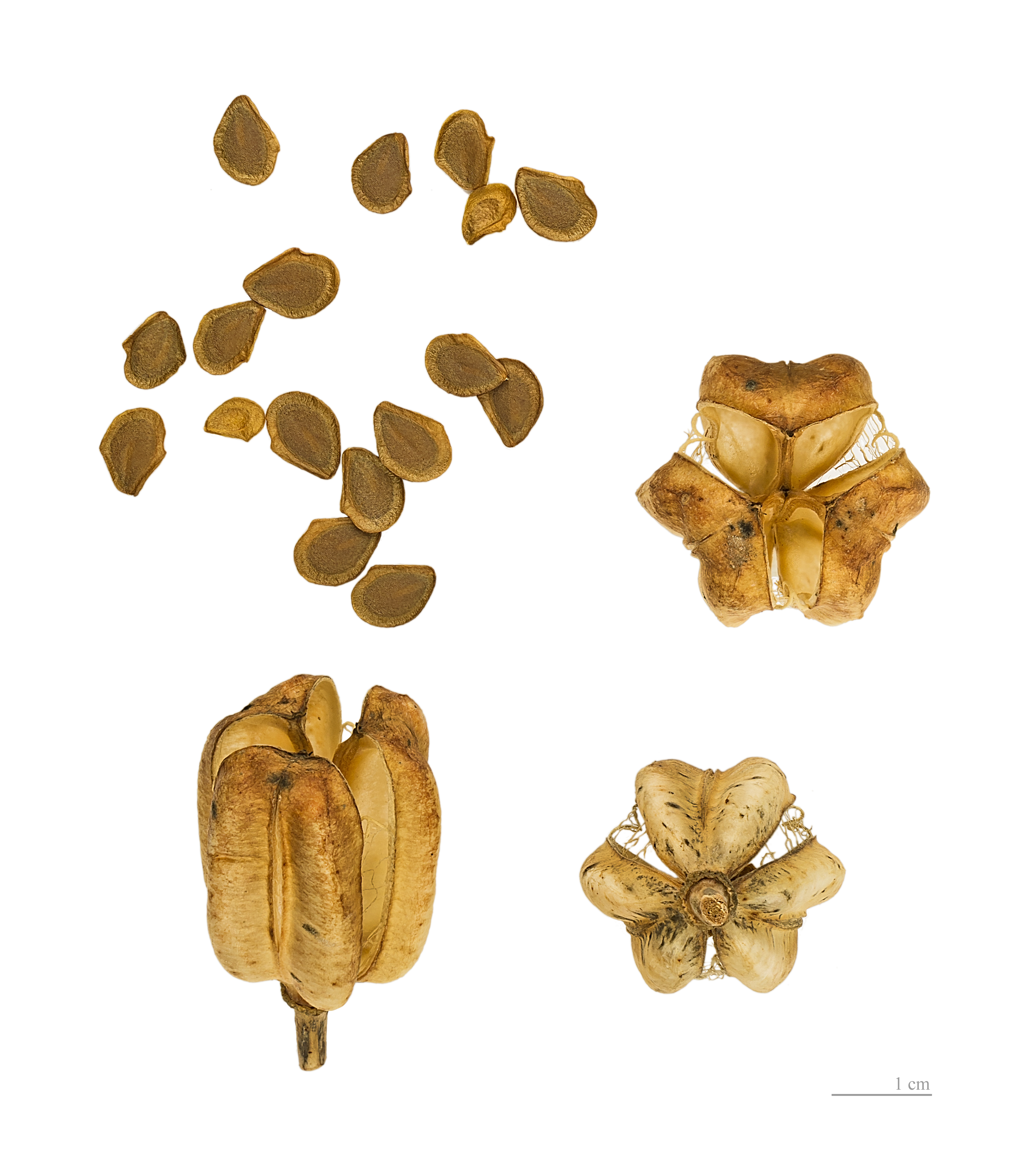
الزنبق البرانسي.

الزنبق البرانسي نوع نباتي ينتمي إلى جنس الزنبق من الفصيلة الزنبقية.

## البيئة والانتشار
موطنه منطقة جبال البرانس بين فرنسا وإسبانيا.